# Helmut Lachenmann
Helmut Friedrich Lachenmann (ur. 27 listopada 1935 w Stuttgarcie) – niemiecki kompozytor, pianista i nauczyciel akademicki. Początkowo inspirował się twórczością powojennej awangardy, którą poznał na Międzynarodowych Letnich Kursach Nowej Muzyki w Darmstadt, szczególnie Luigiego Nono, a w latach 60. wykształcił koncepcję musique concrète instrumentale. Został w 1997 roku laureatem prestiżowej Nagrody Muzycznej Ernsta von Siemensa. W 2010 odznaczony Krzyżem Oficerskim Orderu Zasługi Republiki Federalnej Niemiec.